# Kickball
 (janvier 2023).
Si vous disposez d'ouvrages ou d'articles de référence ou si vous connaissez des sites web de qualité traitant du thème abordé ici, merci de compléter l'article en donnant les références utiles à sa vérifiabilité et en les liant à la section « Notes et références ».

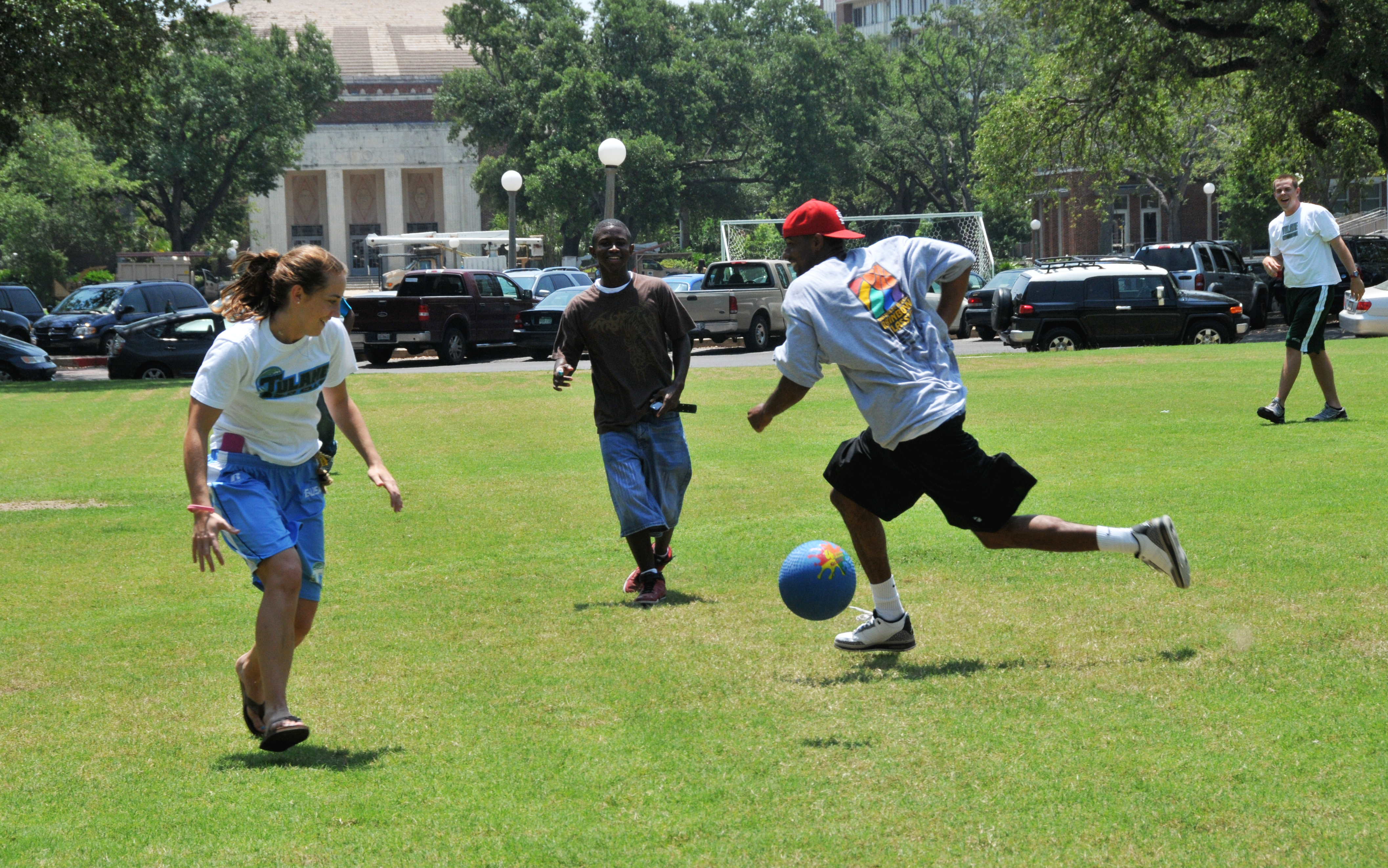
Adultes jouant au kickball.

Le kickball (également connu au Québec sous les noms de « ballon canadien », « ballon botté », « base-botte » ou « soccer-baseball ») est un jeu de ligue[pas clair], semblable au baseball, se jouant avec un ballon.
Le kickball est un jeu populaire et est généralement joué parmi les jeunes enfants d'âge scolaire. Le manque d'équipement spécialisé et de positions hautement basées sur les compétences (comme le lanceur) fait du jeu une introduction accessible à d'autres sports.

## Description
Comme dans le baseball, une équipe essaie de marquer en demandant à ses joueurs de renvoyer depuis le marbre vers le champ et de courir autour des buts pour revenir au marbre. Au lieu de frapper une petite balle dure avec une batte, les joueurs frappent au pied dans un ballon en caoutchouc gonflé. Comme au baseball, les équipes alternent les demi-manches. L'équipe avec le plus de points gagne après un nombre prédéfini de victoires en manches.